# Saint-Apollinaire (Côte-d’Or)
Saint-Apollinaire – miejscowość i gmina we Francji, w regionie Burgundia-Franche-Comté, w departamencie Côte-d’Or.
Według danych na rok 1990 gminę zamieszkiwało 5577 osób, a gęstość zaludnienia wynosiła 545 osób/km² (wśród 2044 gmin Burgundii Saint-Apollinaire plasuje się na 40. miejscu pod względem liczby ludności, natomiast pod względem powierzchni na miejscu 917.).